# Jacques Mairesse
Jacques Désiré Mairesse (Párizs, 1905. február 27. – Véron, 1940. június 13.) francia válogatott labdarúgó.

## Sikerei, díjai
- Red Star
  - Francia másodosztály bajnoka: 1933-24